# Bergenhjelm
Bergenhjelm var namnet på en adlig ätt varav en gren upphöjdes till friherrelig.
Gabriel Anrep uppger att släkten härstammar från Norge och inflyttade till Västergötland och sedan Östergötland, där i Kuddby socken Nils Svensson föddes på 1600-talet. Denne blev sedermera borgmästare i Uppsala, sedan han varit kronobefallningsman i Östergötland. Hans hustru var dotter till den tyske livkirurgen Jacob Melchersson och Majken Bökman, hon hette Maria Jacobsdotter. Paret fick två söner som adlades, kanslirådet Göran, och professorn och ambassadören Johan Bergenhjelm samt en lillasyster Ebba Nilsdotter Berg. 
Den senare av dessa adlades med namnet år 1668 och introducerades på nummer 794. 1694 upphöjdes han till friherre och introducerades på nummer 103. Han var gift tre gånger. Första hustrun Catharina Lilljemarck var dotter till ärkebiskop Laurentius Stigzelius och Christina Burea, och han fick bara barn i första äktenskapet fastän han gifte om sig två gånger, bland annat med första hustruns kusin. Ende sonen, Lars, avled några år gammal och begravdes i samma grav som ärkebiskop Stigzelius. Dessutom fick Bergenhjelm två döttrar i första äktenskapet, en dotter var gift med kapten Gyldenbring och den andra dottern, Catharina Elisabeth Bergenhielm (död 1702) var gift med läkaren och forskaren Urban Hjärne.
Göran Bergenhjelm, den föregåendes bror, adopterades på broderns adliga namn och nummer år 1682. Den första hustrun rymde han med och gifte sig med emot hennes föräldrars vilja. Hon var dotter till en handlande i Stockholm, Anders Jönsson, och modern var omgift med Per Persson Psilander. Andra hustrun tillhörde ätten Starenflycht och svärmodern Trotzig. Av de många barnen som föddes var det bara en son som förde ätten vidare, Göran Bergenhjelm. Ätten fortlevde ett par generationer och medlemmar var huvudsakligen militärer, men när ätten utgick är oklart.